# Muhler
Muhler ist ein deutscher Familienname.

## Herkunft und Bedeutung
Mühler ist eine Schreibvariante des Familiennamens Müller. Zu weiteren Informationen siehe dort.

## Namensträger
- Emil Muhler (1892–1963), deutscher Geistlicher, römisch-katholischer Priester und Widerstandskämpfer gegen den Nationalsozialismus
- Martin Muhler (* 1961), deutscher Chemiker